# City-Galerie Siegen

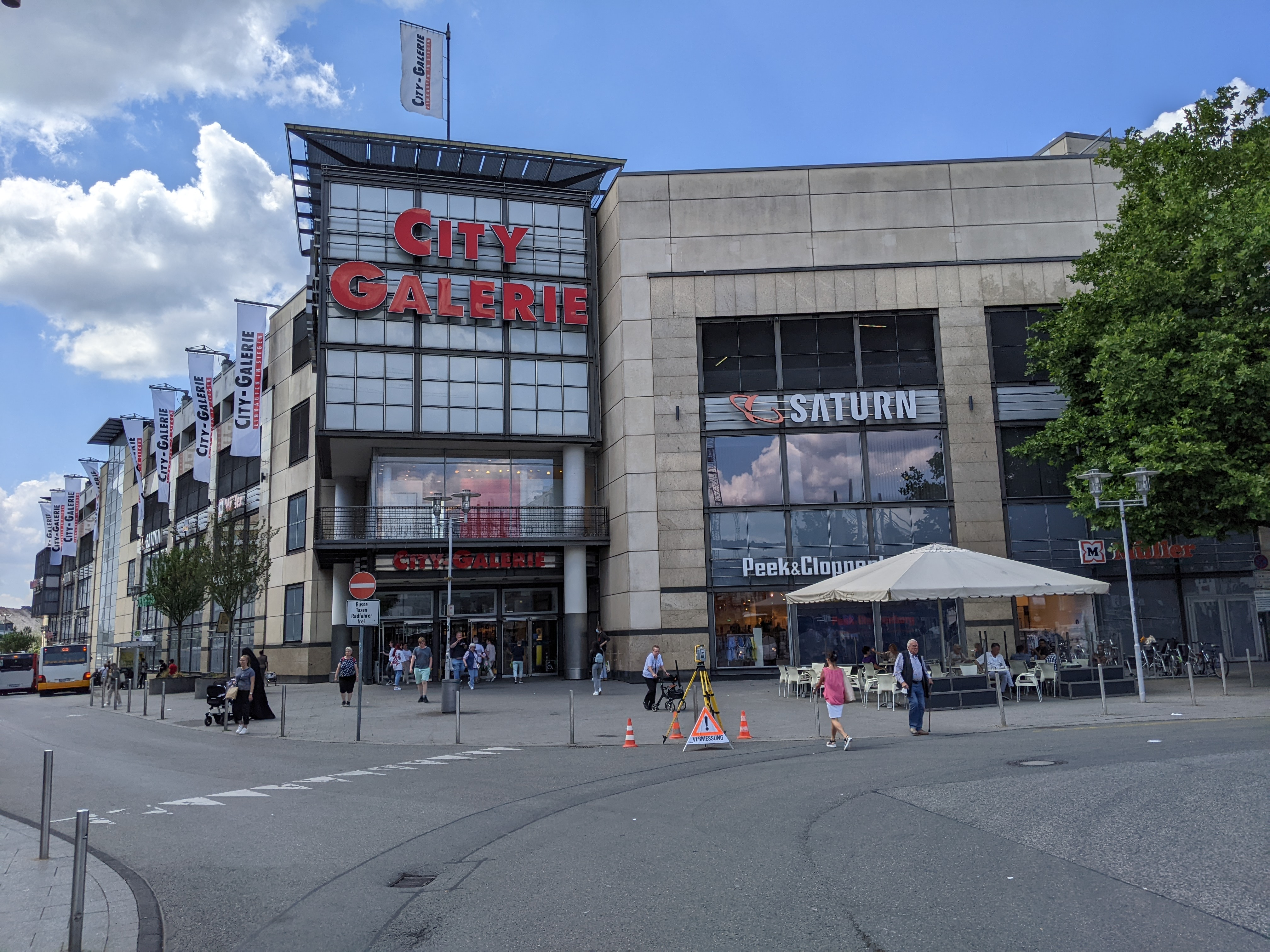
City-Galerie

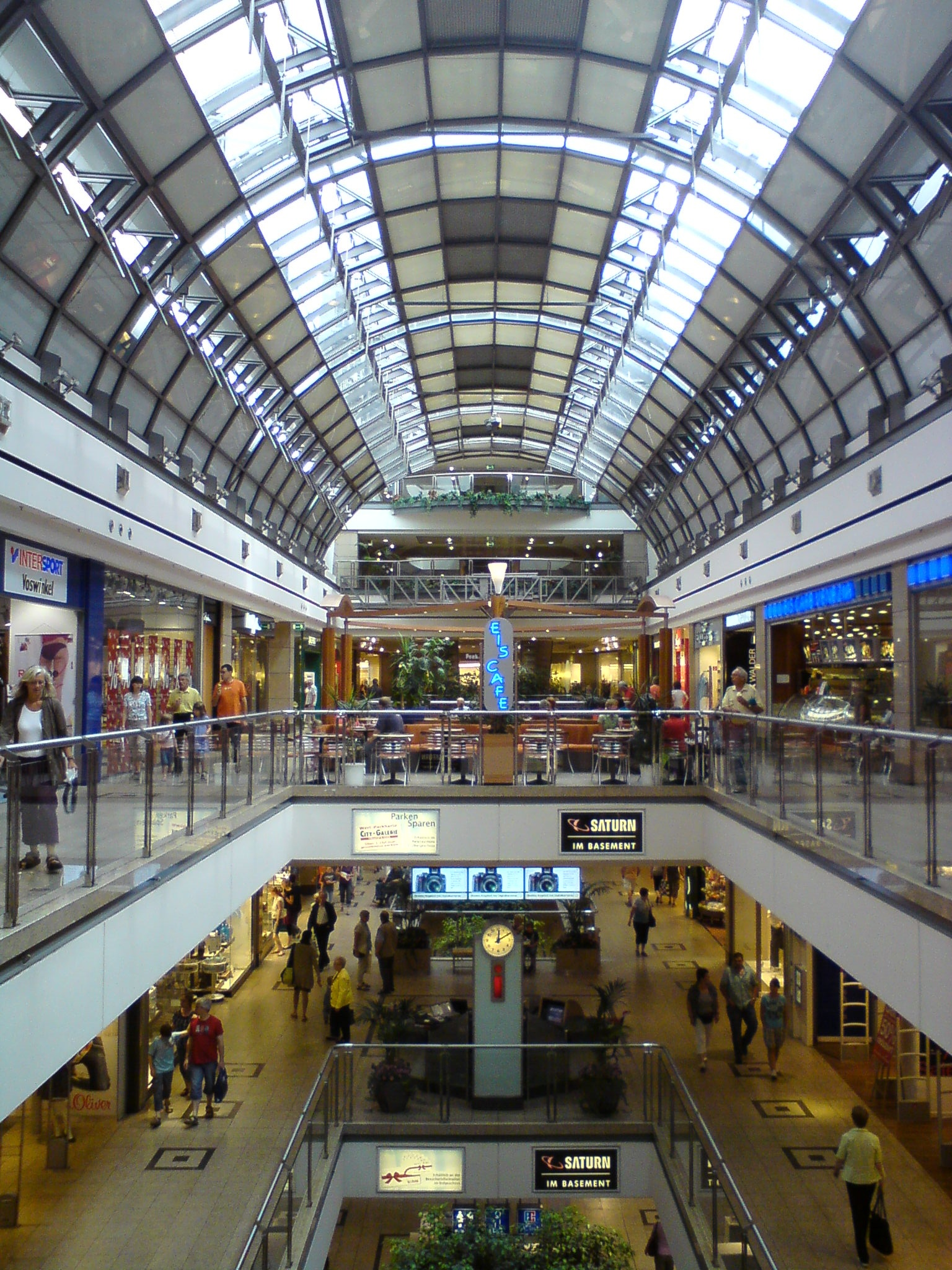
Innenansicht

Die City-Galerie ist ein Einkaufszentrum in Siegen, Nordrhein-Westfalen. Es wurde am 14. Oktober 1998 eröffnet. Es veränderte das Stadtbild, die städtische Struktur und die Stadtkultur grundlegend.

## Zentrum in der Oberstadt
Bis zur Errichtung dieses neuen Zentrums hatte die um den historischen Stadtkern gewachsene Oberstadt auf dem Siegberg den Mittelpunkt des Handelslebens in der Stadt Siegen gebildet. Die Verlegung führte zu einer Verödung des historischen Mittelpunkts. Der historische Mittelpunkt hat seine Funktion als solcher aufgeben müssen und hat inzwischen mehr den Charakter eines Nebenzentrums.

## Lage und Anbindung
Das Einkaufszentrum befindet sich in der Siegener Unterstadt in unmittelbarer Nähe des Siegener Hauptbahnhofes, des ZOBs und des 2006 neu errichteten „Sieg Carrés“. Das „Sieg Carré“ folgt in seiner Außenwirkung dem Erscheinungsbild der „City-Galerie“.
Siegen bildet im südwestfälischen Verdichtungsraum für etwa 585.000 Menschen, die zum weiteren Einzugsgebiet (Anfahrtszeit bis 45 min) zählen, ein Oberzentrum. Per Auto ist die „City-Galerie“ über die A 45 und die Hüttentalstraße sowie die Morleystraße zu erreichen. Der ZOB direkt vor dem Einkaufszentrum wird von 40 Buslinien angefahren. Im direkten Umfeld (Anfahrtszeit bis 5 min) leben ungefähr 44.000 Menschen. Es gibt ein unmittelbar angeschlossenes großes Parkhaus, 16 Fahrradstellplätze und Rollstühle zum Ausleihen.

## Beschreibung
Im Einkaufszentrum sind 900 Angestellte beschäftigt. Auf drei Ebenen mit einer Verkaufsfläche von 23.500 m² befinden sich 100 Geschäfte. Der Branchenmix wird von Textil und Hartwaren dominiert.

## Errichtung und Eigentümer
Entwickelt und realisiert wurde das Einkaufszentrum von der Firma ECE Projektmanagement. Eigentümer der City-Galerie ist ein City Center Immobilienfonds, ein geschlossener Immobilienfonds der DB Real Estate, einer Tochter der Deutschen Bank.